# Séneujols
Séneujols est une commune française située dans le département de la Haute-Loire en région Auvergne-Rhône-Alpes.

## Géographie

### Localisation
La commune de Séneujols se trouve à 1 040 mètres d'altitude dans le département de la Haute-Loire, en région Auvergne-Rhône-Alpes.
Elle se situe à 16 km par la route du Puy-en-Velay, préfecture du département, et à 13 km de Cussac-sur-Loire, bureau centralisateur du canton du Velay volcanique dont dépend la commune depuis 2015 pour les élections départementales.
Les communes les plus proches sont : 
Cayres (4,3 km), Saint-Jean-Lachalm (5,0 km), Saint-Christophe-sur-Dolaison (5,1 km), Bains (5,5 km), Ouides (7,2 km), Saint-Didier-d'Allier (7,2 km), Le Bouchet-Saint-Nicolas (7,8 km), Le Brignon (8,2 km).
| Bains              |           | Saint-Christophe-sur-Dolaison |
|                    | Séneujols |                               |
| Saint-Jean-Lachalm |           | Cayres                        |

### Climat
Pour des articles plus généraux, voir Climat d'Auvergne-Rhône-Alpes et Climat de la Haute-Loire.
En 2010, le climat de la commune est de type climat des marges montargnardes, selon une étude du Centre national de la recherche scientifique s'appuyant sur une série de données couvrant la période 1971-2000. En 2020, Météo-France publie une typologie des climats de la France métropolitaine dans laquelle la commune est exposée à un climat de montagne ou de marges de montagne et est dans la région climatique Sud-est du Massif Central, caractérisée par une pluviométrie annuelle de 1 000 à 1 500 mm, minimale en été, maximale en automne.
Pour la période 1971-2000, la température annuelle moyenne est de 7,9 °C, avec une amplitude thermique annuelle de 15,9 °C. Le cumul annuel moyen de précipitations est de 767 mm, avec 8,4 jours de précipitations en janvier et 6,5 jours en juillet. Pour la période 1991-2020, la température moyenne annuelle observée sur la station météorologique de Météo-France la plus proche, « Solignac-sur-Loire », sur la commune de Solignac-sur-Loire à 8 km à vol d'oiseau, est de 9,3 °C et le cumul annuel moyen de précipitations est de 759,7 mm,. Pour l'avenir, les paramètres climatiques de la commune estimés pour 2050 selon différents scénarios d'émission de gaz à effet de serre sont consultables sur un site dédié publié par Météo-France en novembre 2022.

### Géologie et relief
Commune rurale de moyenne montagne située dans le Massif central, son altitude varie de 985 à 1 417 mètres.

## Urbanisme

### Typologie
Au 1er janvier 2024, Séneujols est catégorisée commune rurale à habitat dispersé, selon la nouvelle grille communale de densité à sept niveaux définie par l'Insee en 2022.
Elle est située hors unité urbaine. Par ailleurs la commune fait partie de l'aire d'attraction du Puy-en-Velay, dont elle est une commune de la couronne,. Cette aire, qui regroupe 59 communes, est catégorisée dans les aires de 50 000 à moins de 200 000 habitants,.

### Occupation des sols
L'occupation des sols de la commune, telle qu'elle ressort de la base de données européenne d’occupation biophysique des sols Corine Land Cover (CLC), est marquée par l'importance des territoires agricoles (68,3 % en 2018), une proportion identique à celle de 1990. La répartition détaillée en 2018 est la suivante : 
prairies (32,9 %), forêts (31,7 %), zones agricoles hétérogènes (30,5 %), prairies (13,5 %), terres arables (4,8 %), milieux à végétation arbustive et/ou herbacée (0,1 %). L'évolution de l’occupation des sols de la commune et de ses infrastructures peut être observée sur les différentes représentations cartographiques du territoire : la carte de Cassini (XVIIIe siècle), la carte d'état-major (1820-1866) et les cartes ou photos aériennes de l'IGN pour la période actuelle (1950 à aujourd'hui).

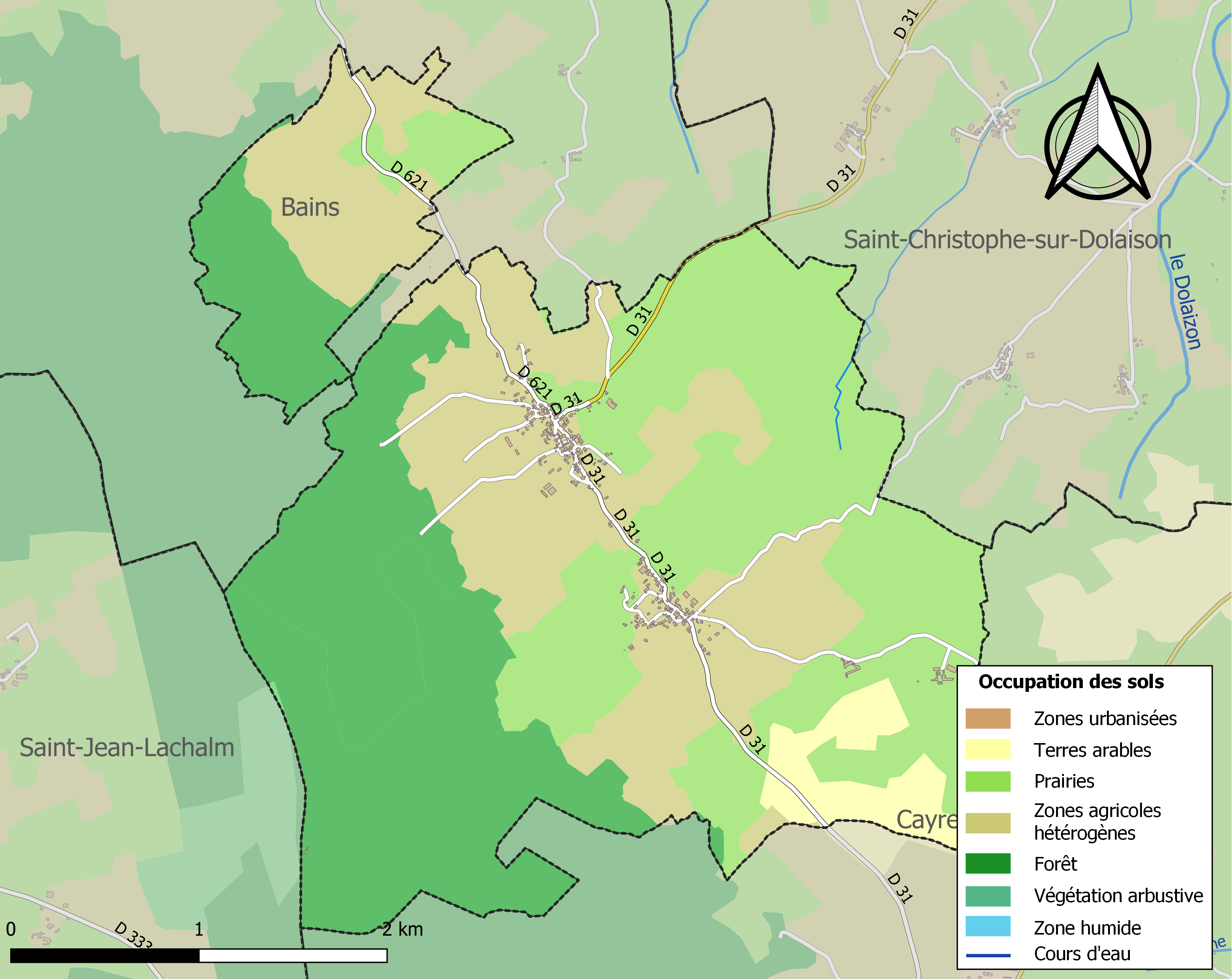
Carte des infrastructures et de l'occupation des sols de la commune en 2018 (CLC).

### Habitat et logement
En 2018, le nombre total de logements dans la commune était de 177, alors qu'il était de 186 en 2013 et de 179 en 2008.
Parmi ces logements, 75,7 % étaient des résidences principales, 22,2 % des résidences secondaires et 2,1 % des logements vacants. Ces logements étaient pour 98,9 % d'entre eux des maisons individuelles et pour 1,1 % des appartements.
Le tableau ci-dessous présente la typologie des logements à Séneujols en 2018 en comparaison avec celle de la Haute-Loire et de la France entière. Une caractéristique marquante du parc de logements est ainsi une proportion de résidences secondaires et logements occasionnels (22,2 %) supérieure à celle du département (16,1 %) et à celle de la France entière (9,7 %). Concernant le statut d'occupation de ces logements, 82,6 % des habitants de la commune sont propriétaires de leur logement (76,2 % en 2013), contre 70 % pour la Haute-Loire et 57,5 pour la France entière.
| Typologie                                               | Séneujols | Haute-Loire | France entière |
| ------------------------------------------------------- | --------- | ----------- | -------------- |
| Résidences principales (en %)                           | 75,7      | 71,5        | 82,1           |
| Résidences secondaires et logements occasionnels (en %) | 22,2      | 16,1        | 9,7            |
| Logements vacants (en %)                                | 2,1       | 12,4        | 8,2            |

## Toponymie
Sennoialum à l'époque gallo-romaine, Senolium en 1160, Senoiolo en 1178, Seneol et/ou Senejols (à la Renaissance, Espaly eut un seigneur nommé Jehan Ferranha de Seneol), Senezols en 1793 et Senejols en 1801. Séneujols est une « vieille (seno) clairière (ò-ialo) ».

## Histoire
On peut donc penser que le site est habité depuis l'époque gauloise, par des membres de la tribu des Vellauni. Cependant on y trouve un dolmen, nommé aujourd'hui Palet de Gargantua. Ce monument magalithique, vieux de plusieurs milliers d'années, est le seul conservé intacte du département.
L'église date d'avant 1179, remaniée plusieurs fois.
Son château est bâti au XIVe siècle et renforcé durant les guerres de Religion. Lors de la huitième de celles-ci "l'arrogant et haineux" Pierre de La Rodde, surnommé le cadet de Senejols, ramena à  l'autorité du roi Henri IV plusieurs villes et bourgs du Velay, dont Brives, Queyrières et Saint-Germain-Laprade.
Vingt-sept enfants de la municipalité tombèrent au champ d'honneur lors de la Première Guerre mondiale.

## Politique et administration

### Découpage territorial
La commune de Séneujols est membre de la communauté de communes des Pays de Cayres et de Pradelles, un établissement public de coopération intercommunale (EPCI) à fiscalité propre créé le 31 décembre 2000 dont le siège est à Costaros. Ce dernier est par ailleurs membre d'autres groupements intercommunaux.
Sur le plan administratif, elle est rattachée à l'arrondissement du Puy-en-Velay, au département de la Haute-Loire, en tant que circonscription administrative de l'État, et à la région Auvergne-Rhône-Alpes.
Sur le plan électoral, elle dépend du canton du Velay volcanique pour l'élection des conseillers départementaux, depuis le redécoupage cantonal de 2014 entré en vigueur en 2015, et de la deuxième circonscription de la Haute-Loire   pour les élections législatives, depuis le redécoupage électoral de 1986.

### Liste des maires
| Période                                  | Période  | Identité    | Étiquette | Qualité                          |
| ---------------------------------------- | -------- | ----------- | --------- | -------------------------------- |
| Les données manquantes sont à compléter. |          |             |           |                                  |
| mars 2001                                | 2008     | Jean Leyton |           | Conseiller général jusqu'en 2001 |
| mars 2008                                | En cours | Serge Boyer |           |                                  |

Le village est divisé en trois parties : le Bourg (où l'on peut trouver la mairie ainsi que l'agence postale communale, l'école, le monument aux morts, l'église, le château, le bar, le four à pain ainsi que le terrain de tennis), le hameau de Bonnefont (séparé du bourg par "Chamblas", sur la D 31) et le hameau du Ronzet.

## Population et société

### Démographie

#### Évolution démographique
L'évolution du nombre d'habitants est connue à travers les recensements de la population effectués dans la commune depuis 1793. Pour les communes de moins de 10 000 habitants, une enquête de recensement portant sur toute la population est réalisée tous les cinq ans, les populations de référence des années intermédiaires étant quant à elles estimées par interpolation ou extrapolation. Pour la commune, le premier recensement exhaustif entrant dans le cadre du nouveau dispositif a été réalisé en 2004.

En 2022, la commune comptait 301 habitants, en évolution de −4,44 % par rapport à 2016 (Haute-Loire : +0,36 %, France hors Mayotte : +2,11 %).
| 1793 | 1800 | 1806 | 1821 | 1831 | 1836 | 1841 | 1846 | 1851 |
| ---- | ---- | ---- | ---- | ---- | ---- | ---- | ---- | ---- |
| 438  | 319  | 444  | 504  | 565  | 487  | 457  | 481  | 509  |

| 1856 | 1861 | 1866 | 1872 | 1876 | 1881 | 1886 | 1891 | 1896 |
| ---- | ---- | ---- | ---- | ---- | ---- | ---- | ---- | ---- |
| 503  | 507  | 512  | 517  | 532  | 525  | 584  | 610  | 610  |

| 1901 | 1906 | 1911 | 1921 | 1926 | 1931 | 1936 | 1946 | 1954 |
| ---- | ---- | ---- | ---- | ---- | ---- | ---- | ---- | ---- |
| 601  | 597  | 574  | 504  | 481  | 456  | 474  | 373  | 369  |

| 1962 | 1968 | 1975 | 1982 | 1990 | 1999 | 2004 | 2006 | 2009 |
| ---- | ---- | ---- | ---- | ---- | ---- | ---- | ---- | ---- |
| 367  | 366  | 312  | 255  | 238  | 270  | 274  | 290  | 296  |

| 2014 | 2019 | 2022 | - | - | - | - | - | - |
| ---- | ---- | ---- | - | - | - | - | - | - |
| 315  | 299  | 301  | - | - | - | - | - | - |

#### Pyramide des âges
La population de la commune est relativement jeune.
En 2018, le taux de personnes d'un âge inférieur à 30 ans s'élève à 28,7 %, soit en dessous de la moyenne départementale (31 %). À l'inverse, le taux de personnes d'âge supérieur à 60 ans est de 23,1 % la même année, alors qu'il est de 31,1 % au niveau départemental.
En 2018, la commune comptait 141 hommes pour 163 femmes, soit un taux de 53,62 % de femmes, largement supérieur au taux départemental (50,87 %).
Les pyramides des âges de la commune et du département s'établissent comme suit.
| Hommes | Classe d’âge | Femmes |
| ------ | ------------ | ------ |
| 0,0    | 90 ou +      | 0,0    |
| 7,9    | 75-89 ans    | 9,4    |
| 15,8   | 60-74 ans    | 13,1   |
| 34,5   | 45-59 ans    | 30,0   |
| 17,3   | 30-44 ans    | 15,0   |
| 10,8   | 15-29 ans    | 16,9   |
| 13,7   | 0-14 ans     | 15,6   |

| Hommes | Classe d’âge | Femmes |
| ------ | ------------ | ------ |
| 0,9    | 90 ou +      | 2,5    |
| 8,4    | 75-89 ans    | 11,7   |
| 20,4   | 60-74 ans    | 20,5   |
| 21,3   | 45-59 ans    | 20,3   |
| 16,8   | 30-44 ans    | 16,3   |
| 15,2   | 15-29 ans    | 13,2   |
| 17     | 0-14 ans     | 15,6   |

## Économie

### Revenus
En 2018, la commune compte 123 ménages fiscaux, regroupant 291 personnes. La médiane du revenu disponible par unité de consommation est de 20 930 € (20 800 € dans le département).

### Emploi
| Division       | 2008  | 2013  | 2018  |
| -------------- | ----- | ----- | ----- |
| Commune        | 8,6 % | 9,4 % | 7,1 % |
| Département    | 6,3 % | 7,7 % | 7,7 % |
| France entière | 8,3 % | 10 %  | 10 %  |

En 2018, la population âgée de 15 à 64 ans s'élève à 214 personnes, parmi lesquelles on compte 81,9 % d'actifs (74,8 % ayant un emploi et 7,1 % de chômeurs) et 18,1 % d'inactifs,. En  2018, le taux de chômage communal (au sens du recensement) des 15-64 ans est inférieur à celui de la France et du département, alors qu'en 2008 la situation était inverse.
La commune fait partie de la couronne de l'aire d'attraction du Puy-en-Velay, du fait qu'au moins 15 % des actifs travaillent dans le pôle,. Elle compte 24 emplois en 2018, contre 32 en 2013 et 25 en 2008. Le nombre d'actifs ayant un emploi résidant dans la commune est de 161, soit un indicateur de concentration d'emploi de 15,1 % et un taux d'activité parmi les 15 ans ou plus de 68,2 %.
Sur ces 161 actifs de 15 ans ou plus ayant un emploi, 20 travaillent dans la commune, soit 13 % des habitants. Pour se rendre au travail, 90,5 % des habitants utilisent un véhicule personnel ou de fonction à quatre roues, 3,8 % s'y rendent en deux-roues, à vélo ou à pied et 5,7 % n'ont pas besoin de transport (travail au domicile).

## Culture locale et patrimoine

### Lieux et monuments
- Église Sainte-Anne, inscrite au titre des monuments historiques par arrêté du 9 octobre 1969[17].
- Château de Séneujols, inscrit au titre des monuments historiques par arrêté du 19 mai 2003[26].
- Fontaine-abreuvoir de Vermenouse
- Dolmen
- Monument aux morts
- Croix de cimetière, inscrite monument historique en 1930[27].
- Calvaire Sainte-Anne, inscrit monument historique en 1930[28].
- Oratoire Sainte-Anne, inscrit au titre des monuments historiques par arrêté du 10 septembre 1990[29].

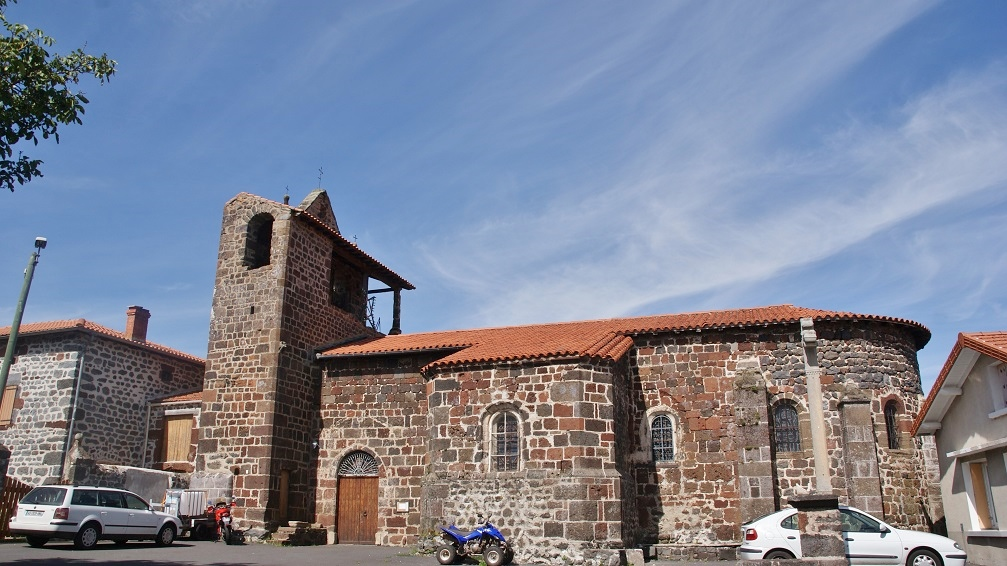
Vue méridionale de l'église Sainte-Anne.
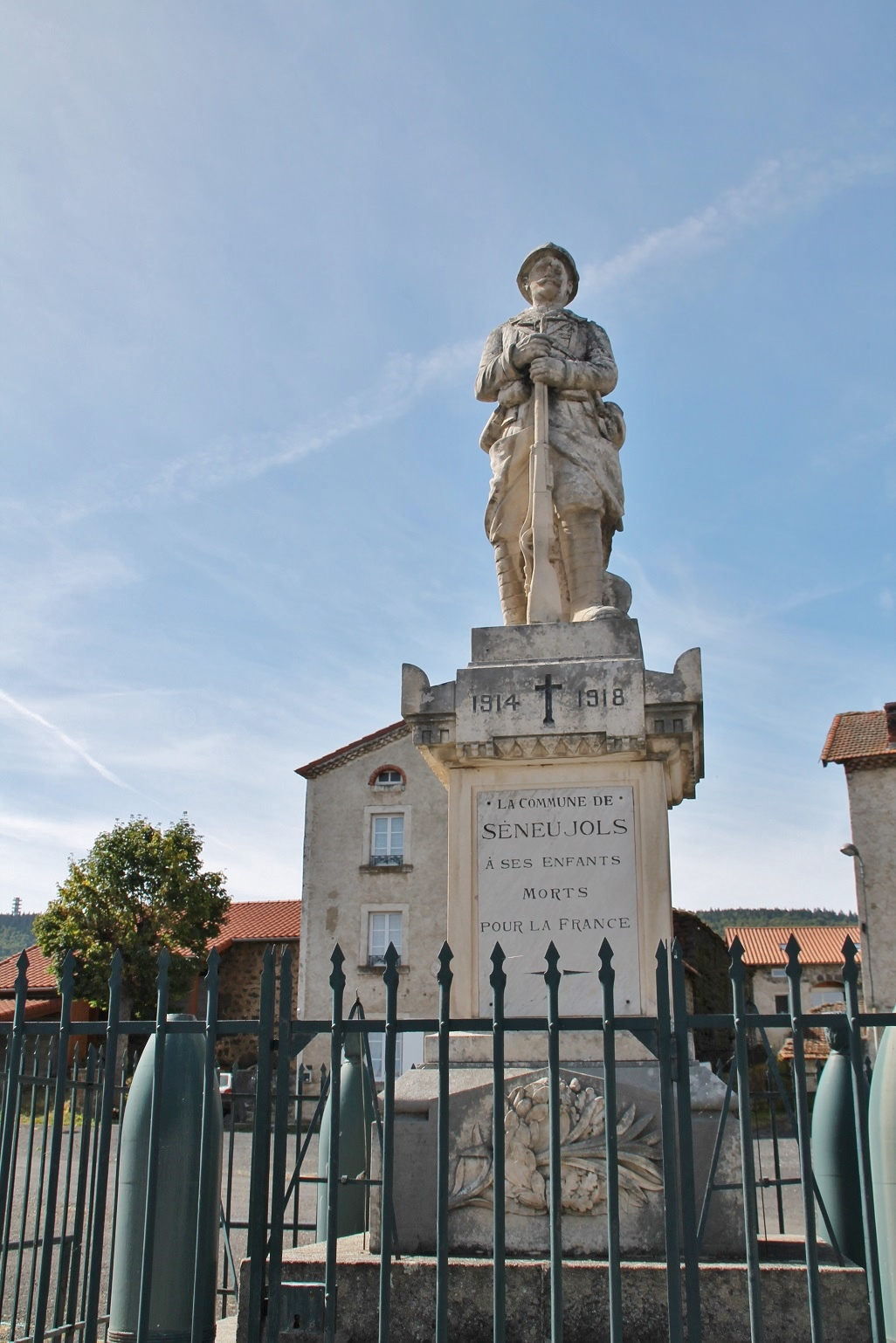
Monument aux morts.
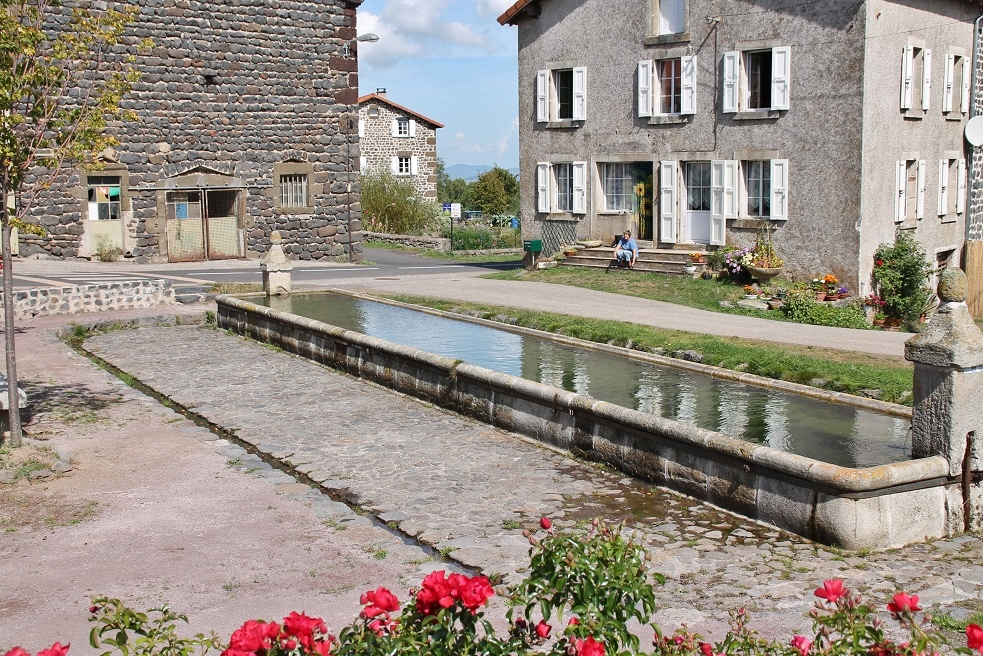
Fontaine-abreuvoir du bourg.

### Personnalités liées à la commune
- Pierre de La Rodde, dit le Cadet de Séneujols[18].
- Roger Marcel Lafont, (1897-1952), alias colonel Verneuil : militaire, agent du renseignement français, résistant, puis patron du contre-espionnage au sein de la DGER, puis du SDECE dont l'école de Séneujol porte le nom depuis 2010[30].